# Unbalance+Balance
Unbalance+Balance es el decimoquinto álbum de estudio de la cantante japonesa Akina Nakamori y el primer álbum de estudio publicado durante la década de 1990. Fue lanzado el 22 de septiembre de 1993 bajo elsello MCA Records.
El álbum incluye los sencillos de doble cara A «Not Crazy To Me» (junto con «Everlasting Love» y «Aibu» (junto con «Kataomoi»).

## Antecedentes
Unbalance+Balance es el primer álbum de estudio de Nakamori después de transferirse a MCA Victor, y su primero en 4 años, desde el lanzamiento de Cruise (1989).
La primera producción del álbum comenzó en el verano de 1992, después de que Nakamori terminara de filmar el drama televisivo Sugao no Mama de. Según el productor de grabación, Nakamori se distanció de su estilo informal y, junto con el nuevo personal de producción musical, apuntó más al estilo contemporáneo. 
Algunos de los escritores musicales anteriores estuvieron involucrados en el álbum, incluyendo a Takashi Matsumoto, Makoto Sekiguchi de C-C-B, Koji Tamaki de Anzen Chitai y el cantautor brasileño Osny Melo. Entre el nuevo equipo se incluyen nombres tan conocidos como Ryūichi Sakamoto, Nokko de Rebecca y Tetsuya Komuro. El compositor Akira Senju se convirtió más tarde en el principal productor de la serie de álbumes de versiones “Utahime”.
Desde este álbum, Nakamori comenzó a estar a cargo de la producción de álbumes. Es su segundo álbum de producción propia por primera vez en 7 años.
Fue idea de Nakamori escribir dos canciones con la misma melodía pero letras diferentes: «Eien no Tobira» fue escrita por Natsuno Serino y «Kagerou» por la propia Nakamori. Es la primera canción original de Nakamori por primera vez en 9 años.
«Aibu» se grabó más tarde como lado B en el sencillo «Kataomoi» en 1994.

## Sencillos
«Not Crazy to Me» fue publicado el 21 de mayo de 1993 como el sencillo principal del álbum. Esta canción es un sencillo de doble lado A con «Everlasting Love», y fue lanzada como el primer sencillo después de transferirse a MCA Victor por primera vez en 2 años y 3 meses. El sencillo alcanzó el puesto #10 en el Oricon Singles Chart. Posteriormente, «Aesu» fue publicado como el segundo sencillo de doble lado A el 24 de marzo de 1994 junto con «Kataomoi». El sencillo alcanzó el puesto #17 en el Oricon Singles Chart.

## Interpretaciones en vivo
Si bien los sencillos «Gekka» y «Aibu» se interpretaron en giras en vivo y programas de televisión posteriores, las canciones del álbum «Kurobara» se interpretaron en una noche en vivo en Parco Threatre Live en 1994, «Norma Jean» en la gira en vivo Spoon en 1998, «Eien no Tobira» y «Hikaru no Nai Mangekyō» se interpretaron por primera vez en la gira acústica en vivo 21 Seiki he no Tabidachi. «Kagerou» también se interpretó con mucha frecuencia.

## Rendimiento comercial
El álbum alcanzó el puesto #4 en la lista semanal de álbumes de Oricon durante 9 semanas consecutivas con ventas de 186.600 copias. Es el último álbum de estudio de Akina que vendió más de 100.000 copias.

## Lista de canciones
| Lista de canciones de Unbalance+Balance |                                                      |                   |                  |                |          |  |
| N.º                                     | Título                                               | Letras            | Música           | Arreglos       | Duración |  |
| 1.                                      | «Eien no Tobira» (永遠の扉)                          | Seriko Natsuno    | Kōji Tamaki      | Akira Senju    | 7:13     |  |
| 2.                                      | «Aibu» (愛撫)                                        | Takashi Matsumoto | Tetsuya Komuro   | Komuro         | 5:14     |  |
| 3.                                      | «Kurobara» (黒薔薇)                                  | Matsumoto         | Osny Melo        | Melo           | 4:19     |  |
| 4.                                      | «You Are Everything»                                 | Megumi Ayukawa    | Melo             | Melo           | 4:35     |  |
| 5.                                      | «Hikari no nai Mangekyō» (光のない万華鏡)            | Akina Nakamori    | Makoto Sekiguchi | Melo           | 1:05     |  |
| 6.                                      | «Nemuru Yori Nakitai Yoru ni» (眠るより泣きたい夜に) | Natsuno           | Bro.KORN         | Melo           | 4:41     |  |
| 7.                                      | «Norma Jean»                                         | Matsumoto         | Komuro           | Komuro         | 5:31     |  |
| 8.                                      | «Not Crazy to Me»                                    | Nokko             | Ryūichi Sakamoto | Sakamoto       | 4:45     |  |
| 9.                                      | «Kagerou» (陽炎)                                     | Nakamori          | Tamaki           | Yuuji Toriyama | 5:28     |  |

## Posicionamiento
| Gráfica (1993)              | Pico de posición |
| --------------------------- | ---------------- |
| Japón (Oricon Albums Chart) | 4                |

| Gráfica (2023)                     | Pico de posición |
| ---------------------------------- | ---------------- |
| Japón (Billboard Japan Hot Albums) | 58               |

## Certificaciones y ventas
| País         | Certificación | Ventas  |
| ------------ | ------------- | ------- |
| Japón (RIAJ) | Oro           | 200,000 |